# Piz Lischana
Il Piz Lischana (3.105 m s.l.m.) è una montagna delle Alpi Retiche occidentali (sottosezione Alpi della Val Müstair).

## Descrizione
Si trova nello svizzero Canton Grigioni a sud della bassa Engadina. È possibile salire sulla vetta partendo da Scuol e passando dal rifugio Lischanahütte.